# 芮复传
芮复传（1682年—1775年），字衣亭，顺天府宝坻县人，原籍江苏溧阳，清朝官员、诗人，康熙己丑年进士，官至温处道道台，被誉为芮青天。

## 生平
康熙四十八年，考中进士，被任命为钱塘知县。雍正年间，被拔为温州知府。浙江总督李卫因以往经历对芮复传不满，解除芮复传的职务。雍正六年，任温处道道台。雍正十年，移建东山书院于温州城东积谷山麓。雍正十三年，捐俸禄二百两，资助瑞安、平阳两县兴修海塘。后因为亲人病故还乡。乾隆四十年十月初三日，卒于家中，享年九十四岁。